# Białe Błota
Białe Błota este o arie protejată (sit de importanță comunitară — SCI) din Polonia întinsă pe o suprafață de 31,43 ha, integral pe uscat.

## Localizare
Centrul sitului Białe Błota este situat la coordonatele 52°21′26″N 21°13′45″E / 52.3573°N 21.2293°E.

## Înființare
Situl Białe Błota a fost declarat sit de importanță comunitară în octombrie 2009 pentru a proteja 2 specii de animale.

## Biodiversitate
Situată în ecoregiunea continentală, aria protejată nu include niciun habitat protejat.
La baza desemnării sitului se află mai multe specii protejate:
- amfibieni (1): buhai de baltă cu burta roșie (Bombina bombina)
- pești (1): Rhynchocypris percnurus